# ريتشارد كينغسون
ريتشارد بول فرانك كينغسون فاروق غورسوي Richard Kingson (بالإنجليزية: Richard Kingson)، من مواليد 13 يونيو 1978 في أكرا في غانا، لاعب كرة قدم غاني.
بدأ مسيرته الكروية مع نادي غريت أولمبيكس في عام 1996، ولعب معهم حتى عام 1998، وفي موسم 1998/1999 انتقل إلى نادي ساكارياسبور، ولعب معهم 21 مباراة، وفي عام 1999 انتقل إلى نادي غوزتيب، ولعب معهم حتى عام 2001، ولعب معهم 29 مباراة، وفي موسم 2001/2002 لعب مع نادي أنتالياسبور، وشارك معهم في 15 مباراة، وفي موسم 2002/2003 انتقل إلى نادي إلازيغسبور، ولعب معهم 20 مباراة، وفي موسم 2003/2004 انتقل إلى نادي أنقرة سبور، وفي موسم 2004/2005 انتقل إلى نادي غلطة سراي، ولعب معهم مباراة واحدة، وفي عام 2005 انتقل إلى ناديأنقرة سبور، ولعب معهم حتى عام 2007، وشارك معهم في 4 مباريات، وفي عام 2007 أعير إلى نادي هاماربي، ولعب معهم 11 مباراة، ومنذ عام 2007 وهو يلعب مع نادي برمنغهام سيتي الإنجليزي.
و هو يلعب مع منتخب غانا لكرة القدم منذ عام 1996.

## روابط خارجية
- ريتشارد كينغسون على موقع الاتحاد الدولي (مؤرشف)  (الإنجليزية)
- ريتشارد كينغسون على موقع اتحاد تركيا (لاعب) (الإنجليزية)
- ريتشارد كينغسون على موقع قاعدة بيانات كرة القدم.إي يو (الإنجليزية)
- ريتشارد كينغسون على موقع ناشيونال فوتبول تيمز (الإنجليزية)
- ريتشارد كينغسون على موقع Soccerbase.com (لاعب) (الإنجليزية)
- ريتشارد كينغسون على موقع عالم كرة القدم.نت (الإنجليزية)
- ريتشارد كينغسون على موقع كووورة
- ريتشارد كينغسون على موقع أوليمبيديا (الإنجليزية)
- ريتشارد كينغسون على موقع AS.com (الإسبانية)